# Luca Verdone
Luca Verdone (Roma, 5 settembre 1953) è un regista italiano.

## Biografia
Figlio del critico cinematografico Mario Verdone, è fratello del noto attore e regista Carlo Verdone e della produttrice cinematografica Silvia Verdone. Laureato in lettere con una tesi in Storia dell'arte moderna, inizia dal 1973 ad occuparsi della regia di documentari e programmi televisivi. Fa il suo esordio come regista cinematografico nel 1986 con il film 7 chili in 7 giorni, in cui dirige il fratello Carlo e Renato Pozzetto.
Nel 2006 gira La meravigliosa avventura di Antonio Franconi, uscito solo nel 2011. Nel 2015 ottiene il premio "Lù Mière Calicidicinema" a Lecce, per la sensibilità dimostrata verso il territorio salentino con il cortometraggio Il miracolo di Sant'Oronzo. È consulente artistico della "Fondazione museo Alberto Sordi".

## Filmografia
- Antologia del neorealismo – documentario (1980)
- 7 chili in 7 giorni (1986)
- La commedia all'italiana – documentario (1988)
- La bocca (1990)
- Il miracolo di Sant'Oronzo – cortometraggio (1997)
- Il piacere di piacere (2002)
- La meravigliosa avventura di Antonio Franconi (2011)
- Alberto il grande, co-regia con Carlo Verdone – docufilm (2013)
- Le memorie di Giorgio Vasari (2016)